# تشيستر أوبراين
تشيستر أوبراين (بالإنجليزية: Chester O'Brien)‏ هو راقص أمريكي، ولد في 28 يونيو 1909 في نيويورك في الولايات المتحدة، وتوفي في 14 يوليو 1996 في مقاطعة ناسو في الولايات المتحدة.

## وصلات خارجية
- تشيستر أوبراين على موقع IMDb (الإنجليزية)
- تشيستر أوبراين على موقع قاعدة بيانات برودواي على الإنترنت (الإنجليزية)
- تشيستر أوبراين على موقع قاعدة بيانات برودواي على الإنترنت (الإنجليزية)